# Halo (série de livros)
A série de livros Halo é baseada na série de jogos eletrônicos  Halo. São livros do gênero ficção científica militar e o primeiro livro foi lançado em 2001.

## Histórico

### Primeira série

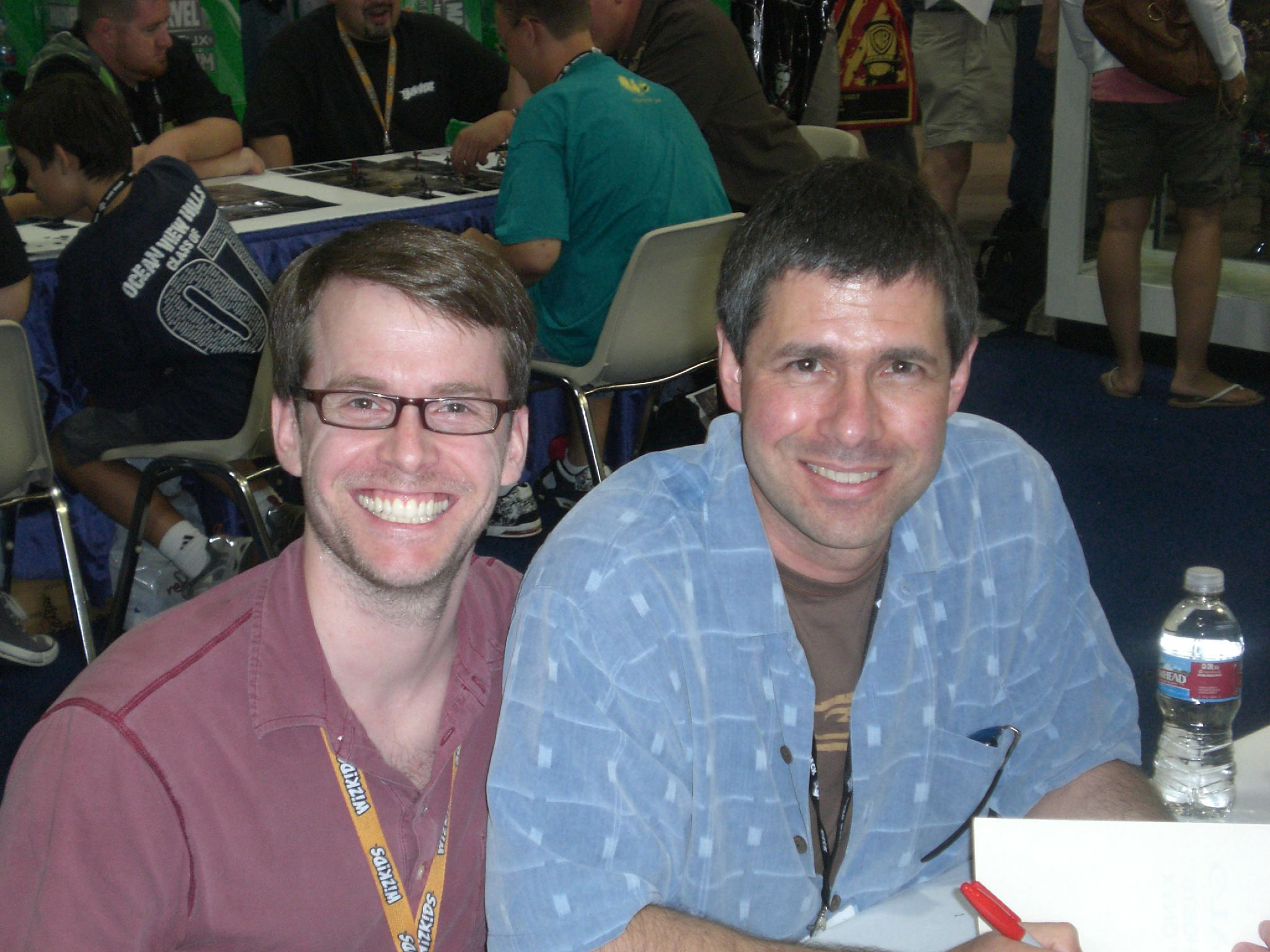
Autores de Halo, Joseph Staten e Eric Nylund

Numerosas adaptações impressas baseadas no cânon dos jogos eletrônicos de Halo foram publicadas. Larry Niven (autor de Ringworld) foi originalmente abordado para escrever uma novela de Halo, mas recusou devido à falta de familiaridade com o assunto. O primeiro romance foi Halo: The Fall of Reach, uma pré-sequência do jogo Halo: Combat Evolved, que foi escrito por Eric Nylund em sete semanas e publicado em outubro de 2001. William C. Dietz escreveu uma adaptação de Halo: Combat Evolved chamada Halo: The Flood, que foi lançado em 2003. Eric Nylund retornou para escrever o terceiro romance, Halo: First Strike, que acontece entre os jogos Halo: Combat Evolved e Halo 2, e foi publicado em dezembro de 2003. Nylund também escreveu a quarta adaptação, Halo: Ghosts of Onyx, publicada em 31 de outubro de 2006. Tor relançou os três primeiros romances de Halo com novo conteúdo e capa.

### Outras séries
Joseph Staten, funcionário da Bungie, escreveu o quinto livro cronológico, Halo: Contact Harvest, lançado em 30 de outubro de 2007, enquanto Tobias S. Buckell produziu o sexto, Halo: The Cole Protocol, publicado em novembro de 2008. A Bungie considera os romances como adições ao cânon de Halo.
Uma coleção de contos de Halo, Halo: Evolutions, foi lançado simultaneamente nos formatos impressos e audiobook em novembro de 2009. Evolutions inclui material original por Nylund, Buckell, Karen Traviss e contribuições da Bungie. O autor de ficção científica Greg Bear escreveu uma trilogia de livros com foco nos Forerunners, chamada The Forerunner Saga. O primeiro livro, intitulado Halo: Cryptum, foi lançado em janeiro de 2011, seguido por Primordium em janeiro de 2012 e Silentium em 19 de março de 2013. Karen Traviss escreveu a trilogia Kilo-Five, que acontece após os eventos do jogo Halo 3 e do livro Halo: Ghosts of Onyx. O primeiro livro, Halo: Glasslands, saiu em outubro de 2011, seguido de Halo: The Thursday War em 2 de outubro de 2012 e Halo: Mortal Dictata em 21 de janeiro de 2014. O décimo quarto livro de Halo (o décimo terceiro romance) foi lançado em novembro de 2014, Halo: Broken Circle, por John Shirley, autor de romances baseados em BioShock, Borderlands e outros jogos.
Um pequeno romance sobre o sargento de artilharia Edward Buck, intitulado Halo: New Blood, foi escrito por Matt Forbeck e lançado digitalmente em 2 de março de 2015 e a versão impressa em 15 de março de 2016. Tem 200 páginas. Halo: Saint's Testimony é uma história de 80 páginas escrita por Frank O'Connor que foi originalmente lançada digitalmente em julho de 2015, e impressa como parte de Halo: Fractures em 20 de setembro de 2016.

## Livros

### Série original
1. The Fall of Reach (2001) (por Eric Nylund)
2. The Flood (2003) (William C. Dietz)
3. First Strike (2003) (por Eric Nylund)
4. Ghosts of Onyx (2006) (por Eric Nylund)

### Série Gray Team
(por Tobias S Buckell)
- The Cole Protocol (2008)
- Envoy (2017)

### SagaThe Forerunner
(por Greg Bear)
- Cryptum (2011)
- Primordium (2012)
- Silentium (2013)

### TrilogiaKilo-Five
(por Karen Traviss)
1. Glasslands (2011)
2. The Thursday War (2012)
3. Mortal Dictata (2014)

### SérieAlpha-Nine
(por Matt Forbeck)
- New Blood (2015)
- Bad Blood (2018)

### Série Ferrets
(por Troy Denning)
- Last Light (2015)
- Retribution (2017)
- Divine Wind (2021)

### Série Rion
(por Kelly Gay)
- Smoke and Shadow (2016)
- Renegades (2019)
- Point of Light (2021)

### A Master Chief Story
(por Troy Denning)
- Silent Storm (2018)
- Oblivion (2019)
- Shadows of Reach (2020)

### Battle Born
(Série para jovem/adulto) (por Cassandra Rose Clarke)
1. Battle Born (2019)
2. Meridian Divide (2019)

### Livros isolados
- Contact Harvest (2007)
- Broken Circle (2014)
- Hunters in the Dark (2015)
- Legacy of Onyx (2017)
- Oblivion (2019)
- The Rubicon Protocol (a publicar, 2022)
- Outcasts (a publicar, 2022)

### Novelas
- Saint's Testimony (2015)
- Shadow of Intent (2015)